# Frederick Gowland Hopkins
Sir Frederick Gowland Hopkins  (20.6.1861 Eastbourne, Sussex - 16.5.1947 Cambridge) là một nhà hóa sinh người Anh, đã đoạt giải Nobel Sinh lý và Y khoa năm 1929 (chung với Christiaan Eijkman) cho công trình phát hiện các vitamin. Ông cũng phát hiện ra amino acid tryptophan năm 1901. Ông là chủ tịch Hội hoàng gia Luân Đôn từ 1930-1935.

## Tiểu sử
Hopkins học ở City of London School, sau đó học University of London External Programme và trường y học tại Guy's Hospital (nay là thành phần của King's College London School of Medicine). Sau đó ông dạy sinh lý học và độc chất học ở Guy's Hospital từ năm 1894 tới năm 1898. Ông làm phó giáo sư khoa Sinh lý hóa học tại Đại học Cambridge từ năm 1902 tới năm 1914, và trở thành giáo sư khoa hóa sinh học tại trường này năm 1914. Trong số sinh viên của ông ở Cambridge có nhà tiên phong môn hóa học thần kinh (neurochemistry) Judah Hirsch Quastel.
Năm 1929 ông đoạt giải Nobel Sinh lý và Y khoa (chung với Christiaan Eijkman) cho công trình phát hiện ra một số chất vết (trace substances) – nay gọi là vitamin – là thiết yếu cho việc duy trì sức khỏe tốt. Ông cũng phát hiện ra là sự teo mô cơ có thể dẫn tới sự tích tụ axít lactic.
Hopkins được phong tước hầu năm 1925. Ông là cha của nhà khảo cổ học Jacquetta Hawkes (và do đó là cha vợ của nhà văn J. B. Priestley) và cũng là anh em họ của Gerald Manley Hopkins. Mặc dù không có cố vấn chính thức cho việc làm luận án tiến sĩ, nhưng người hướng dẫn tương đương cho ông là Thomas Stevenson.

## Các sự kiện chính trong cuộc đời
- 30.6.1861: sinh tại Eastbourne, Sussex, Anh.
- 1890: đậu cử nhân khoa học ở Đại học London.
- 1894: đậu tiến sĩ y khoa tại Guy's Hospital, London. (nay là King's College London)
- 1898: kết hôn với Jessie Anne Stevens.
- 1898-1910: giảng viên khoa Sinh lý hóa học, Đại học Cambridge.
- 1905: được bầu vào Hội hoàng gia Luân Đôn
- 1910: được bổ nhiệm làm ủy viên giám đốc và Praelector khoa hóa sinh, Trinity College, Cambridge.
- 1912: xuất bản tác phẩm "Feeding Experiments Illustrating the Importance of Accessory Food Factors in Normal Dietaries", chỉ ra sự cần có các vitamin trong thực phẩm.
- 1914-1943: chức giáo sư đầu tiên ngành hóa sinh tại Đại học Cambridge.
- 1924: khai trương Viện Hóa sinh Sir William Dunn.
- 1918: được thưởng Royal Medal của Hội hoàng gia Luân Đôn.
- 1925: được vua George V phong tước hầu.
- 1926: được thưởng Huy chương Copley của Hội hoàng gia Luân Đôn.
- 1929: đoạt giải Nobel Sinh lý và Y khoa.
- 1930-1935: chủ tịch Hội hoàng gia Luân Đôn.
- 1933: chủ tịch Hiệp hội vì Tiến bộ Khoa học của Anh (British Association for the Advancement of Science).
- 1935: được thưởng Order of Merit (Huân chương công trạng) (Anh).
- 16.5.1947: từ trần tại Cambridge, Anh.